# Flávio Rocha
Flávio Gurgel Rocha (Recife, 14 de fevereiro de 1958) é um empresário brasileiro. É o proprietário da rede de lojas de departamento Riachuelo.
Foi presidente das Lojas Riachuelo (terceira maior rede de moda do país), integrante do conselho do Instituto para Desenvolvimento do Varejo (IDV) e vice-presidente de relações com investidores do Grupo Guararapes, empresa familiar que detém o controle da Midway Financeira, Confecções Guararapes Transportadora, Casa Verde e Shopping Midway Mall, maior shopping center do Rio Grande do Norte. Na carreira política, Rocha foi eleito por dois mandatos como deputado federal - o primeiro pelo PFL (atual DEM), transferindo-se na sequência para o PL; e o segundo via PRN pelo Rio Grande do Norte.
Em março de 2018, anunciou sua filiação ao PRB, para disputar a Presidência da República, e com isso deixou o comando da Riachuelo. Posteriormente, retirou a pré-candidatura.

## Biografia
Nascido em 14 de fevereiro de 1958, Flávio Rocha exerceu a função de CEO da rede de Lojas Riachuelo e da Midway Financeira entre os anos de 2008 e 2018, período do maior crescimento da história da empresa, onde passou de 100 para mais de 300 lojas em todo o Brasil. Sua família é proprietária do Grupo Guararapes, do qual fazem parte também o Shopping Midway Mall, além de negócios no setor logístico. As Lojas Riachuelo são um dos 15 maiores empregadores do País, com 40 mil colaboradores (2018). A família, com uma fortuna avaliada em 1,3 bilhão de dólares, aparece na 1.567ª posição na Lista Forbes de maiores bilionários do mundo e 39º lugar entre os bilionários brasileiros.

## Perfil político e carreira
Em 1986, foi eleito deputado federal pelo Rio Grande do Norte, sendo reeleito em 1990. Em 1994, chegou a se pré candidatar à presidência da república pelo PL, desistindo por conta do apoio de seu partido à candidatura de Fernando Henrique Cardoso. Na ocasião, acusou o partido de boicotá-lo para que não pudesse expor sua ideia de imposto único, o que, segundo o próprio, fortaleceria o valor do salário mínimo. Disse ainda que tal medida, desagradaria os banqueiros comprometidos com a candidatura de FHC.
Rocha defende o livre mercado como ferramenta natural para combater a corrupção, sendo um dos principais defensores do liberalismo econômico e de um Estado menor e mais eficiente.
Em 2016, recebeu o prêmio de "empreendedor do ano", da revista IstoÉ Dinheiro, na categoria Varejo. Ex-deputado federal entre 1987 e 1995, foi um dos primeiros empresários a apoiar o impeachment da ex-presidente Dilma Rousseff e a candidatura de João Doria à Prefeitura de São Paulo.
Foi escolhido em 2017 pela Business Of Fashion como uma das personalidades mais influentes da moda mundial e pela Revista Forbes como um dos 25 maiores CEOs do Brasil.
Em janeiro de 2018, Rocha lançou o manifesto "Brasil 200" defendendo uma agenda liberal no campo econômico e valores conservadores nos costumes. O nome é uma referência aos 200 anos da independência do Brasil.
Em março de 2018, Flávio Rocha anunciou ser pré-candidato a presidência da república pelo PRB.
Em maio de 2018, recebeu, em 2018, o prêmio de CEO do ano da revista Consumidor Moderno, pelo seu trabalho ainda a frente da Riachuelo.
Em junho, Flávio decide desistir de sua pré-candidatura por entender que o Brasil passava por um momento turbulento, que não podia flertar com os extremos e convicto de que inspirou aqueles que produzem ou que desejam produzir a ser protagonistas dessa luta política que não se esgota nas eleições de 2018.

## Polêmica
Em 2017, o grupo Guararapes envolveu-se em uma polêmica com o Ministério Público do Trabalho, o qual moveu uma ação com valor de 37 milhões de reais sobre o grupo, alegando o não cumprimento de obrigações trabalhistas com os empregados das empresas terceirizadas prestadoras de serviços para o grupo. A ação foi aberta após um levantamento envolvendo mais de 50 empresas ligadas ao programa Pró-Sertão em 12 municípios indicar que os empregados desses fornecedores recebiam menos e tinha menos direitos trabalhistas do que os contratados diretamente pela Guararapes.
Do outro lado, Rocha alegou que a ação era uma perseguição do MPT contra sua indústria. Em uma carta aberta, considerou nominalmente a procuradora Ileana Neiva Mousinho como responsável por prejudicar o estado com suas ações, ao forçar a empresa transferir suas operações para outras regiões do país e exterior. Considerou ainda algumas exigências com absurdas e impostas injustamente já que não aplicadas a outros concorrentes. 
Em apoio à empresa, um grupo de trabalhadores, empresários e representantes de órgãos do estado protestaram com receio que a ação do MPT viesse causar prejuízos e desemprego no sertão potiguar para 62 facções e seus 2.600 empregados por conta do acréscimo de encargos, dificultando a concorrência com o mercado asiático. Em 2016, o movimento do setor na região teria sido de 100 milhões de reais.
A Riachuelo alega que o programa Pró-Sertão atende uma região do semiárido do Rio Grande do Norte com 50 cidades. São 61 oficinas que prestam serviço a 15 marcas. A empresa aderiu ao programa porque as oficinas são obrigadas por lei a cumprir todas as normas trabalhistas previstas por lei. A empresa destaca: “ambiente de trabalho saudável, realização de auditorias periódicas com o objetivo de verificar o cumprimento das leis trabalhistas, tratamento igualitário a fornecedores terceirizados e contratados, além de contratos regulares de prestação de serviço com as oficinas de costura do Rio Grande do Norte”. A iniciativa gerou 5 mil empregos diretos e afetou 50 mil pessoas. Os trabalhadores tiveram carteira assinada (90% deles pela primeira vez). Antes disso, não tinham qualquer trabalho formal.
Em decisão do juiz da 7º Vara do Trabalho de Natal, Alexandre Érico da Silva, a Guararapes foi inocentada e foi negada a multa solicitada pelo MPT. "Vencemos apesar de todos os obstáculos enfrentados. E, a sentença demonstra a idoneidade da empresa e a responsabilidade com o trabalhador norte-rio-grandense", disse Erick Pereira, advogado que atuou na defesa da Guararapes durante a polêmica.

A ação civil pública do MPT tinha como objetivo responsabilizar a gigante têxtil, dona da Riachuelo, quanto aos direitos trabalhistas de empregados das facções de costura terceirizadas. Desde 2017, a ação milionária contra a Guararapes gerou várias manifestações de empresários, políticos e funcionários das pequenas fábricas do interior potiguar.

Fonte: Portal Grande Ponto

## Links
- Entrevista com Sônia Racy
- Entrevista ao Estadão
- Entrevista a BBC h
- Entrevista Folha de S.Paulo
- Entrevista Gazeta do Povo
- Entrevista IstoÉ
- https://www.grandeponto.com.br/noticia/justica-nega-multa-de-r-38-mi-e-mpt-perde-acao-contra-guararapes-e-pro-sertao